# Керсен Плабенек
Керсен Плабенек (фр. Kersaint-Plabennec) насеље је и општина у Француској у региону Бретања, у департману Финистер.
По подацима из 2011. године у општини је живело 1330 становника, а густина насељености је износила 111,3 становника/km².

## Демографија
| 1962. | 1968. | 1975. | 1982. | 1990. | 2011. |
| ----- | ----- | ----- | ----- | ----- | ----- |
| 633   | 564   | 550   | 831   | 1.001 | 1.330 |